# اوآرپی رولنیک
اوآرپی رولنیک (به انگلیسی: ORP Rolnik) یک کشتی است که طول آن 56.1 m می‌باشد.